# Winkelhof (Haustyp)

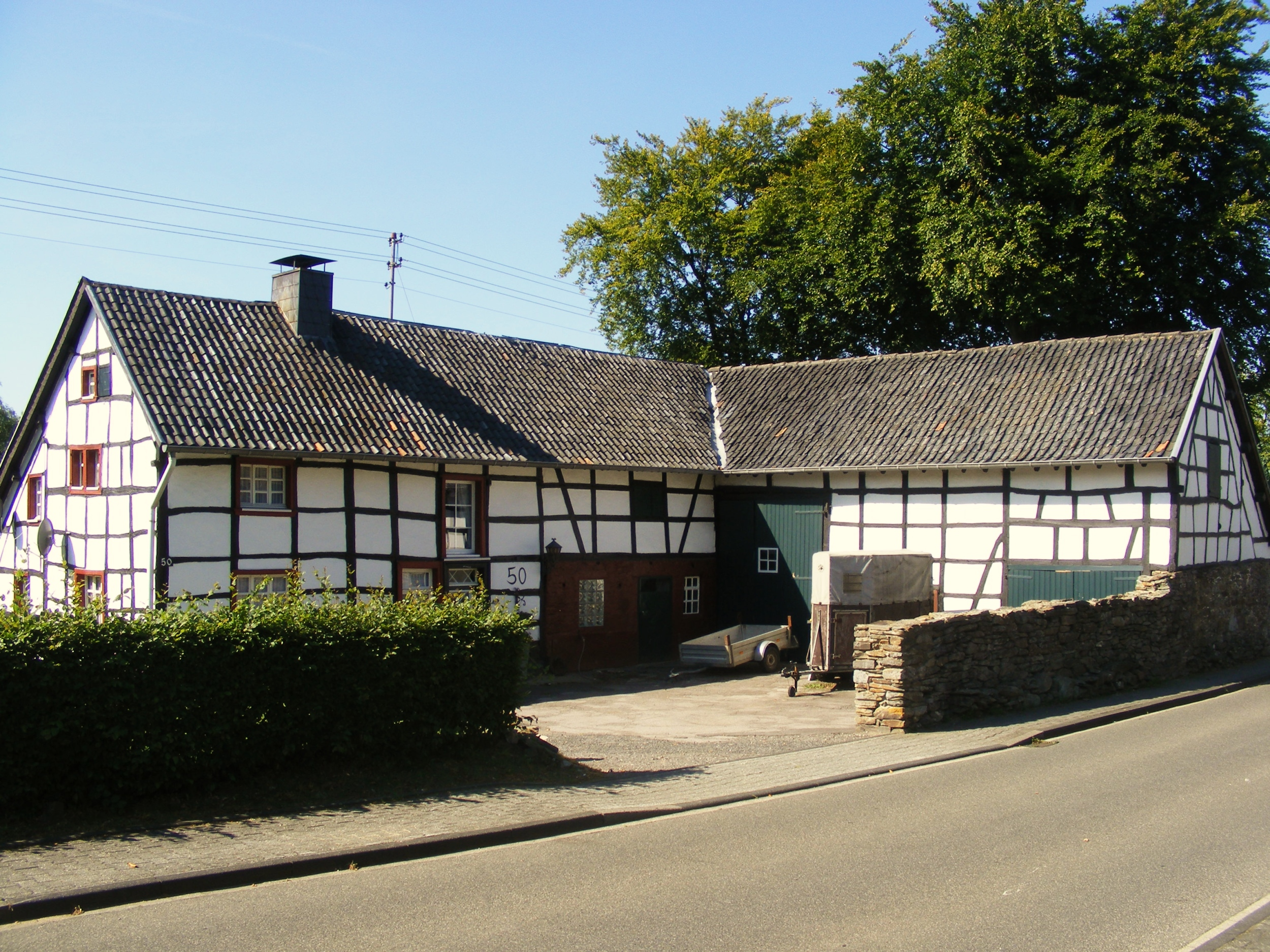
Winkelhof in Simmerath, Eifel, Nordrhein-Westfalen

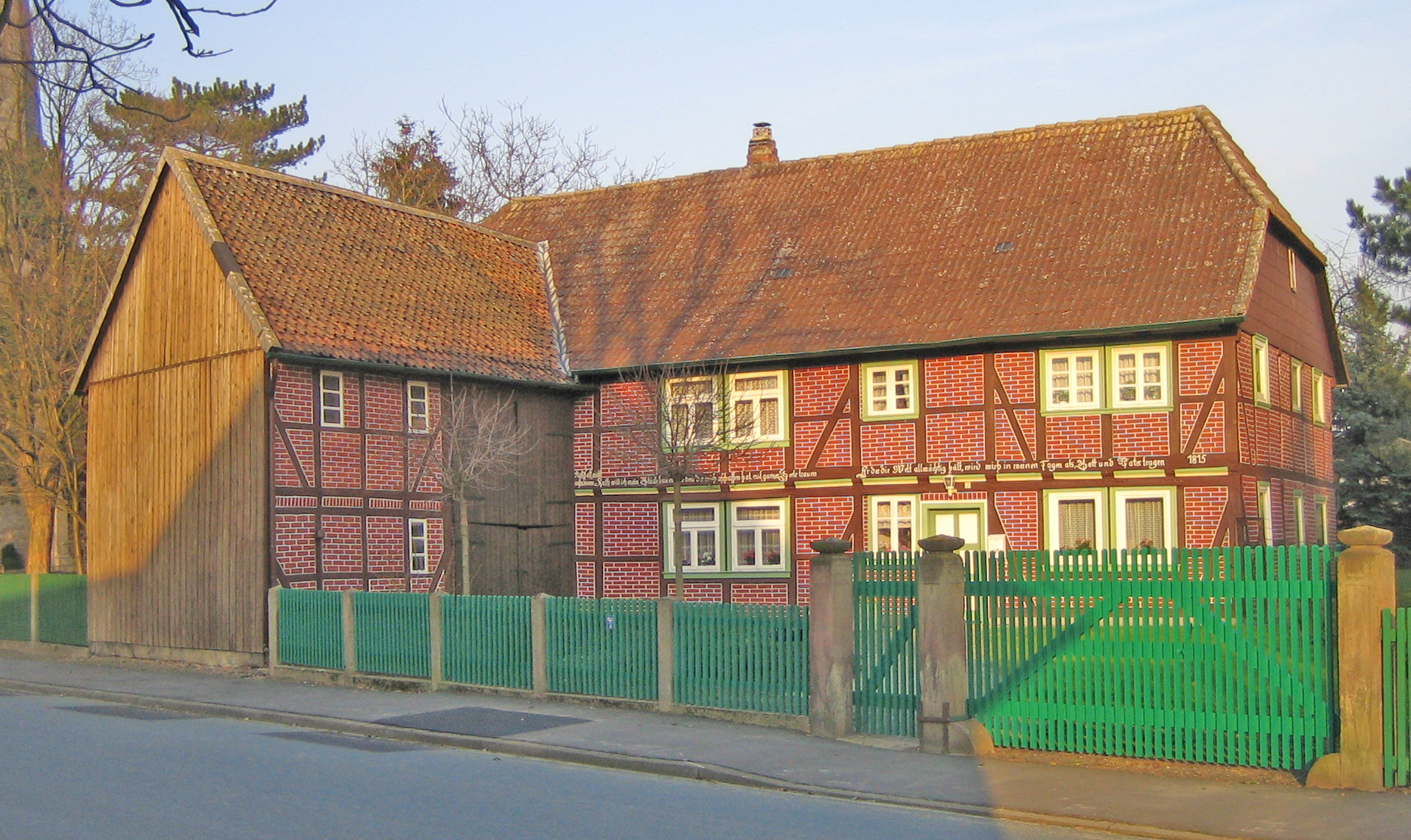
Hakenhof in Sonnenberg, Niedersachsen, hier mit ungleichen Firsthöhen

Ein Winkelhof (auch: Zweikantenhof, Zweiseithof oder Hakenhof) ist ein verbreiteter traditioneller Haustyp für Bauernhäuser bzw. -höfe, bei dem das Hauptgebäude an der Giebelseite mit einem – oft als Wirtschaftsgebäude genutzten – Anbau im rechten Winkel dazu ergänzt wird, sodass eine L-Form entsteht. Der Winkelhof ist eine Form des Zweiseithofs, bei weiteren Anbauten kann sich ein Dreiseithof oder ein Vierseithof ergeben.

## Beispiele
Michael Berens, Denkmalpfleger des Eifelkreises Bitburg-Prüm, definierte den Winkelhof bei einem Vortrag im Jahr 2000 schlicht als erweiterten Streckhof mit rechtwinkelig angesetztem Wirtschaftsteil, wobei der Wirtschaftsteil entweder aus der Bauzeit des Haupthauses stammen kann oder später angesetzt wird.
Im ländlichen Raum der Eifel wird an ein einraumtiefes Haupthaus ein rechtwinkliger Anbau gesetzt, wobei die Dächer ineinander übergehen und First- und Traufhöhe meist gleich hoch sind. Eine Ausnahme bildet der so genannte, 1932 erstmals so benannte „Eifeltyp“, bei dem eine Dachfläche zur Wetterseite hin länger heruntergezogen ist, sodass ein ungleichschenkliges Dach entsteht. Winkelhöfe als typische Bauform in der Eifelregion kommen hier sowohl in Fachwerk- als auch in Massivbauweise mit Naturstein- oder Ziegelmauerwerk vor.
In anderen Regionen kann das Haupthaus auch bereits mittelgroß sein, aber aus Platzgründen nicht verlängert werden. Ein Beispiel sind Winkelhöfe im Luxemburger Raum.

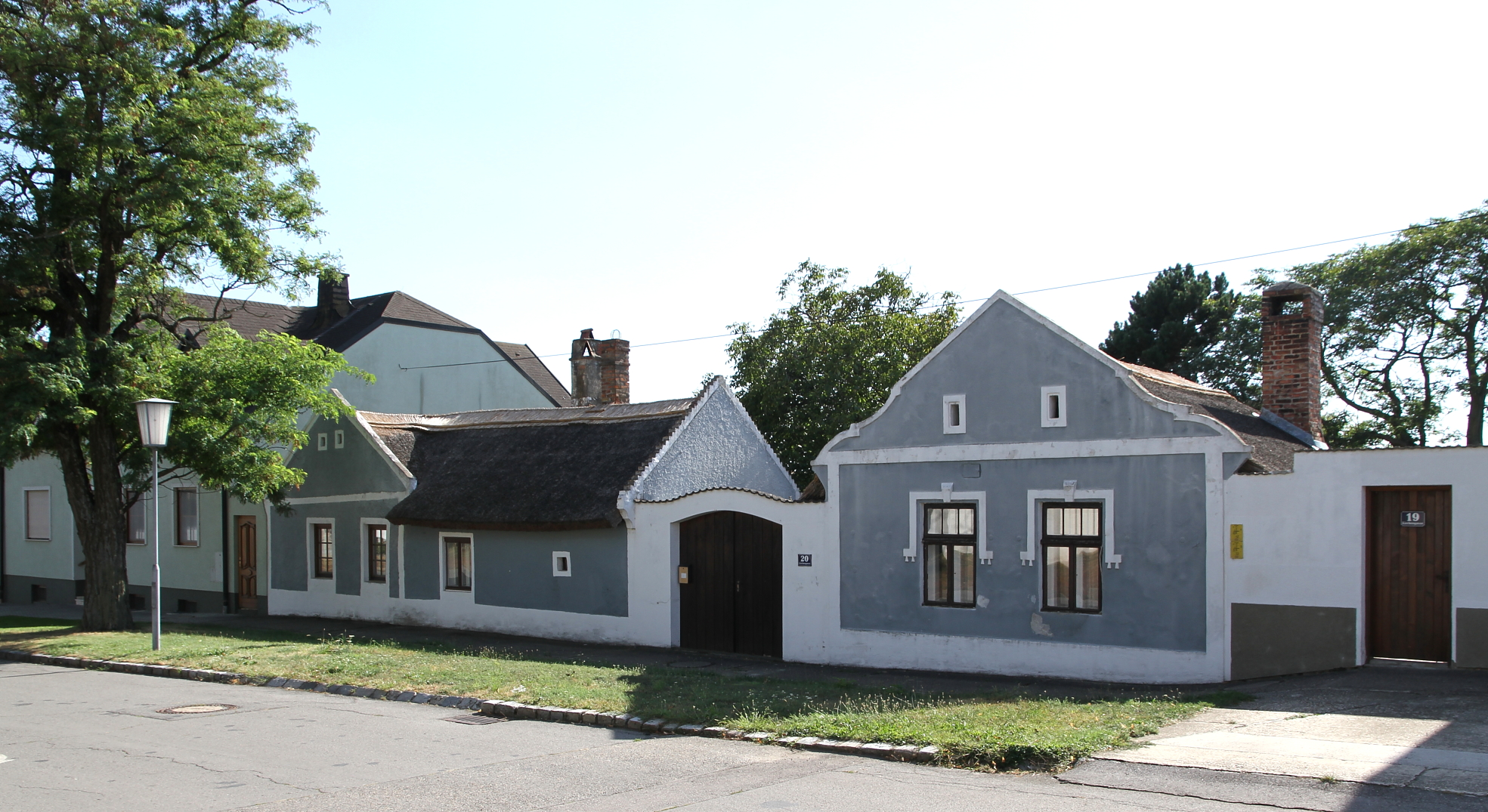
Hakenhof im Burgenland, mit Schilfdach und Torwand

Im Burgenland und benachbarten Ländern und österreichischen Regionen gilt der Hakenhof ebenfalls als traditionelle Bauweise, die noch bis in die erste Hälfte des 20. Jahrhunderts zum Einsatz kam. Die Giebelfront des Haupthofes liegt oft straßenseitig, der Quertrakt im hinteren Teil, was man in Österreich als Zwerchhof bezeichnet. Zur Straße hin bleibt der Hakenhof entweder offen oder ist durch eine Torwand geschlossen, in benachbarten Regionen ist auch eine Tordurchfahrt durch das Straßenhaus verbreitet. Die gegenüberliegende Längsseite kann entweder durch die Wand des Nachbarhauses abgeschlossen werden oder – in den etwas weniger eng bebauten Siedlungen des südlichen Burgenlandes – offen bleiben.
Auch im städtischen Umfeld kam der Bautyp bereits im Mittelalter vor, so etwa im Kaufleuteviertel in Lübeck.
In Südschleswig sowie im dänischen Nordschleswig wird mit Hakenhof (dänisch: kroggård) eine besondere Form des Dreiseithofes bezeichnet. Dieser Hoftyp ähnelt in seinem Grundriss einem Angelhaken, woher auch der Name kommt. Diese Art Hakenhof hat also keine L-Form, sondern eher eine Art J-Form. An einen Längsbau mit Wohnräumen und Stallungen schließen sich, zweimal ungefähr im rechten Winkel gebrochen, kürzere Gebäudeteile mit Scheunen an. Ein Beispiel für diesen Hoftyp ist der Museumshof Jollmands Gaard auf der Insel Alsen.